# Tianshan-Rötelmaus
Die Tianshan-Rötelmaus oder Tienschan-Rötelmaus (Myodes centralis) ist eine Nagetierart aus der Gattung der Rötelmäuse (Myodes) innerhalb der Wühlmäuse (Arvicolinae). Sie kommt im Tienschan in Kasachstan, Kirgisistan und dem Nordwesten der Volksrepublik China vor.

## Merkmale
Die Tianshan-Rötelmaus erreicht eine Kopf-Rumpf-Länge von 8,5 bis 11,2 Zentimetern mit einem Schwanz von 3,5 bis 5,9 Zentimetern Länge. Die Hinterfußlänge beträgt 17 bis 19 Millimeter, die Ohrlänge etwa 14 Millimeter. Das Rückenfell ist generell dunkelbraun mit einzelnen rötlichen Akzenten und variiert von einem helleren Braun im Kopfbereich zu einem gräulichen Braun im Bereich des Rumpfes. Die Körperseiten und die Kopfseiten sind heller graubraun mit leichter gelblicher Tönung, sie gehen in den grau-sandfarbenen Bauch über. Der Schwanz ist zweifarbig, die Oberseite ist dunkelbraun und die Unterseite weiß. Die Oberseite der Hände und Füße ist bräunlich weiß. Der Molar M3 besitzt an der Zungenseite in der Regel drei und an der Lippenseite zwei Falten.
Von anderen Arten der Gattung unterscheidet sich die Tianshan-Rötelmaus vor allem durch das Fehlen einer auffälligen rötlichen Fellfarbe.

## Verbreitung
Die Tianshan-Rötelmaus kommt im  Tienschan in Kasachstan, Kirgisistan und dem Nordwesten der Volksrepublik China vor. In China ist sie nur im Nordwesten von Xinjiang anzutreffen.

## Lebensweise
Die Tianshan-Rötelmaus lebt vor allem in Bergwaldgebieten mit Nadelbaumvegetation und reichlicher Grasvegetation, seltener in tieferliegenden Laubwäldern oder oberhalb der Baumgrenze. Im oberen Waldbereich leben sie an allen Hängen mit Ausnahme den unbewaldeten Südhängen, können dort jedoch in dichteren Wacholderbeständen vorkommen. Die Tiere leben in Kolonien, die Baue und Nester legen sie im Bereich der Vegetation im dichten Gras oder in Gebüschen sowie an bemoosten Steinen oder in Waldlichtungen an. Winternester können auch direkt unterhalb der Schneedecke liegen, wenn diese dick genug ist. Wie andere Feldmäuse ernährt sie sich herbivor von Pflanzen, vor allem von Getreiden und Gräsern sowie grünen Pflanzenteilen, Beeren und Kiefernsamen. Im Herbst steigt der Anteil an Vogelbeere (Sorbus aucuparia), Heckenkirschen (Lonicera) und Wacholderrinde in der Nahrung, im Winter ernähren sich die Tiere vor allem von Hagebutten und Vogelbeeren. Im Herbst und Winter kommen sie auch in der Nähe von menschlichen Ansiedlungen und in Gebäuden vor, wo sie häufig Früchte wie Äpfel oder Aprikosen fressen.
Die Fortpflanzungszeit variiert nach Höhe und Lebensraum. In tieferen Lagen dauert sie vom beginnenden März bis zum Anfang Oktober, in höheren Lagen vom April bis Ende August. Die Würfe bestehen aus zwei bis neun Jungtieren.

## Systematik
Die Tianshan-Rötelmaus wird als eigenständige Art innerhalb der Rötelmäuse (Myodes) eingeordnet, die aus 13 Arten besteht. Die wissenschaftliche Erstbeschreibung stammt von dem amerikanischen Zoologen Gerrit Smith Miller, der die Art 1906 anhand von Individuen aus Koksu-Tal im Tianshan in Kasachstan beschrieb. Teilweise wurde die Art der Gattung Clethrionomys als Clethrionomys centralis zugeordnet, die jedoch aufgelöst wurde und in die Rötelmäuse aufging. Nach einigen Systematiken wird sie der Rötelmaus (Myodes glareolus) zugeschlagen, gilt jedoch aktuell als eigenständig.

## Status, Bedrohung und Schutz
Die Tianshan-Rötelmaus wird von der International Union for Conservation of Nature and Natural Resources (IUCN) als nicht gefährdet (least concern) eingeordnet. Begründet wird dies mit dem großen Verbreitungsgebiet und den großen Beständen der Art. Potenzielle Gefährdungsrisiken für die Art sind nicht bekannt.

## Belege
1. 1 2 3  Darrin Lunde, Andrew T. Smith: Tian Shan Red-Backed Vole. In: Andrew T. Smith, Yan Xie: A Guide to the Mammals of China. Princeton University Press, Princeton NJ 2008, ISBN 978-0-691-09984-2, S. 234.
2. 1 2 3 4 5 6 7  Myodes centralis in der Roten Liste gefährdeter Arten der IUCN 2016.2. Eingestellt von: K. Tsytsulina, 2008. Abgerufen am 3. November 2016.
3. 1 2  Myodes centralis. In: Don E. Wilson, DeeAnn M. Reeder (Hrsg.): Mammal Species of the World. A taxonomic and geographic Reference. 2 Bände. 3. Auflage. Johns Hopkins University Press, Baltimore MD 2005, ISBN 0-8018-8221-4.